# Алмајра (Арканзас)
Алмајра (енгл. Almyra) град је у америчкој савезној држави Арканзас.

## Демографија
По попису из 2010. године број становника је 283, што је 36 (-11,3%) становника мање него 2000. године.
| Група             | 2000.       | 2010.       |
| Белци             | 313 (98,1%) | 277 (97,9%) |
| Афроамериканци    | 6 (1,9%)    | 6 (2,1%)    |
| Азијати           | 0 (0,0%)    | 0 (0,0%)    |
| Хиспаноамериканци | 0 (0,0%)    | 0 (0,0%)    |
| Укупно            | 319         | 283         |